# Coppa del Brasile di rugby a 15 2013
La Coppa del Brasile di rugby 2013, praticamente il campionato di seconda divisione brasiliano, si è svolta dal 27 luglio al 5 ottobre. Ha visto la vittoria per la prima volta di una squadra del nord-est, l'Alecrim FC Rugby di Natal.

## Squadre partecipanti
La CBRu ha deciso di confermare per quest'anno la formula del torneo che vede la partecipazione di otto squadre distribuite regionalmente e qualificate tramite i tornei statali e regionali.
| Regione           | Squadra     | Città              | Criterio ammissione                            |
| ----------------- | ----------- | ------------------ | ---------------------------------------------- |
| Norte             | G.R.U.A     | Manaus             | Vincitore della Copa Norte                     |
| Nordeste          | Alecrim     | Natal              | Vincitore della Liga Nordeste                  |
| Centro Oeste      | Goiânia     | Goiás              | Vincitore della Copa Brasil Central            |
| Sudeste           | Rio Rugby   | Rio de Janeiro     | Vincitore del torneo preliminare del Sudeste   |
| São Paulo         | Poli Rugby  | San Paolo          | Vincitore del Campeonato Paulista di Série B.  |
| Paraná            | Pé Vermelho | Londrina           | Secondo classificato del Campeonato Paranaense |
| Santa Catarina    | BC Rugby    | Balneário Camboriú | Secondo classificato campionato Catarinense    |
| Rio Grande do Sul | Charrua     | Porto Alegre       | Secondo classificato campionato Gaúcho         |

## Incontri
|  | Quarti di finale | Quarti di finale | Quarti di finale |            |         | Semifinali | Semifinali | Semifinali |  |  | Finale | Finale | Finale |  |
|  |                  |                  |                  |            |         |            |            |            |  |  |        |        |        |  |
|  | Goiânia          | Goiânia          | 26               |            |         |            |            |            |  |  |        |        |        |  |
|  | Goiânia          | Goiânia          | 26               |            |         |            |            |            |  |  |        |        |        |  |
|  | G.R.U.A          | G.R.U.A          | 15               |            |         |            |            |            |  |  |        |        |        |  |
|  | G.R.U.A          | G.R.U.A          | 15               |            | Alecrim | Alecrim    | 45         |            |  |  |        |        |        |  |
|  |                  |                  |                  |            | Alecrim | Alecrim    | 45         |            |  |  |        |        |        |  |
|  |                  |                  | Goiânia          | Goiânia    | 0       |            |            |            |  |  |        |        |        |  |
|  | Alecrim          | Alecrim          | Goiânia          | Goiânia    | 0       | 53         |            |            |  |  |        |        |        |  |
|  | Alecrim          | Alecrim          |                  |            |         |            |            |            |  |  |        |        |        |  |
|  | Rio Rugby        | Rio Rugby        | 3                |            |         |            |            |            |  |  |        |        |        |  |
|  | Rio Rugby        | Rio Rugby        | 3                |            | Alecrim | Alecrim    | 33         |            |  |  |        |        |        |  |
|  |                  |                  |                  |            |         |            |            |            |  |  |        |        |        |  |
|  |                  |                  | Charrua          | Charrua    | 7       |            |            |            |  |  |        |        |        |  |
|  | Pé Vermelho      | Pé Vermelho      | Charrua          | Charrua    | 7       | 0          |            |            |  |  |        |        |        |  |
|  | Pé Vermelho      | Pé Vermelho      |                  |            |         |            |            |            |  |  |        |        |        |  |
|  | Poli Rugby       | Poli Rugby       | 27               |            |         |            |            |            |  |  |        |        |        |  |
|  | Poli Rugby       | Poli Rugby       | 27               |            | Charrua | Charrua    | 14         |            |  |  |        |        |        |  |
|  |                  |                  |                  |            | Charrua | Charrua    | 14         |            |  |  |        |        |        |  |
|  |                  |                  | Poli Rugby       | Poli Rugby | 3       |            |            |            |  |  |        |        |        |  |
|  | Charrua          | Charrua          | Poli Rugby       | Poli Rugby | 3       | 29         |            |            |  |  |        |        |        |  |
|  | Charrua          | Charrua          |                  |            |         |            |            |            |  |  |        |        |        |  |
|  | BC Rugby         | BC Rugby         | 19               |            |         |            |            |            |  |  |        |        |        |  |

### Quarti di finale
| Manaus 27 luglio 2013 | GRUA | 15 – 26 | Goiânia | UFAM |

| Rio de Janeiro 27 luglio 2013 | Rio Rugby. | 4 – 53 | Alecrim | Ilha do Fundão |

| San Paolo 27 luglio 2013 | Poli USP | 27 – 0 | Pé Vermelho | Arena Paulista |

| Balneário Camboriú 27 luglio 2013 | BC Rugby | 19 – 29 | Charrua | Estádio das Nações |

### Semifinali
| São Gonçalo do Amarante 24 agosto 2013 | Alecrim | 45 – 0 | Goiânia | Ninho do Periquito |

| São Leopoldo 24 agosto 2013 | Charrua | 14 – 3 | Poli Rugby | Unisinos |

### Finale
| San Paolo 5 ottobre 2013 | Alecrim | 33 – 7 | Charrua | Campo do SPAC |

## Vincitore
| Coppa del Brasile di Rugby 2013 |
| Alecrim FC Rugby (1º títolo)    |
| ------------------------------- |